# توماس كالمان
توماس كالمان هو سياسي أمريكي، ولد في 21 ديسمبر 1917 في بيريوبوليس في الولايات المتحدة، وتوفي في 9 يونيو 2012 في غرينسبورج في الولايات المتحدة. نشط حزبياً في الحزب الديمقراطي. وقد انتخب عضو مجلس ولاية بنسيلفانيا ‏.